# Corallina chamberlainiae
Corallina chamberlainiae — вид червоних водоростей родини коралінових (Corallinaceae). Описаний у 2020 році.

## Назва
Вид названо на честь британської ботаникині Івонн Чемберлен (1933—2017), фахівця з систематики коралінових водоростей.

## Поширення
Вид поширений біля узбережжя островів Трістан-да-Кунья, Фолклендських островів та Нової Зеландії. Росте в прибережній та субліторальній зоні на вертикальних скелях.